# San Antonio kommun, Colombia
San Antonio är en kommun i Colombia.   Den ligger i departementet Tolima, i den centrala delen av landet, 170 km väster om huvudstaden Bogotá. Antalet invånare är 15 331. Arean är 389 kvadratkilometer.
Terrängen i San Antonio är mycket bergig.